# Cho Won-hee
Cho Won-hee (* 17. April 1983 in Seoul) ist ein ehemaliger südkoreanischer Fußballspieler.
Cho hatte 2002 bei den Ulsan Hyundai Horang-i sein Debüt in der südkoreanischen K-League und kam bei dem Sieger des Asian Champions Cups und Landespokalgewinners zweimal zum Einsatz. Danach spielte er zwei Jahre für den Militärclub Gwangju Sangmu Phoenix, bevor er zu den Suwon Samsung Bluewings kam. Dort etablierte sich der rechte Verteidiger in der Mannschaft und wurde 2005 Meister und im Jahr darauf Vizemeister.
Auch in die Nationalmannschaft konnte sich Cho Won-hee im Jahr 2005 spielen. Zuvor hatte er bereits für die Junioren bei der WM 2003 gespielt. Im Vorfeld der Fußball-Weltmeisterschaft 2006 in Deutschland kam er im Oktober 2005 auch für die A-Nationalmannschaft zu seinem ersten Einsatz und konnte mit einem Tor nach 59 Sekunden, dem schnellsten Tor in der südkoreanischen Länderspielgeschichte, einen Einstand nach Maß feiern. Er wurde danach auch regelmäßig eingesetzt. Bei der WM stand er im Aufgebot Südkoreas, kam aber dann doch nicht zum Zuge.

## Titel und Erfolge
- Asian Champions Cup 2002
- Asian Super Cup 2002
- A3 Champions Cup 2005
- Südkoreanischer Meister 2005
- Südkoreanischer Vizemeister 2006
- Südkoreanischer Pokalsieger 2002